# Wahl des Legislativ-Yuans der Republik China (Taiwan) 2024
Die Wahl des Legislativ-Yuans der Republik China (Taiwan) 2024 fand am 13. Januar statt. Parallel wurde der Präsident neu gewählt. Angesichts der seit längerem zunehmenden Spannungen zwischen Taiwan und der Volksrepublik China hatten die Wahlen eine über die Region hinausgehende Bedeutung.

## Ausgangslage und Vorgeschichte
Zu den politischen Ereignissen seit 2020 siehe Präsidentenwahl in der Republik China (Taiwan) 2024#Ereignisse seit der letzten Wahl
Bei der letzten Wahl 2020 hatte die Demokratische Fortschrittspartei (DPP) sowohl das Präsidentenamt besetzt als auch die Mehrheit der Mandate im Legislativ-Yuan, dem Parlament, gewonnen. Die Regierungen unter den Premierministern Su Tseng-chang (bis 31. Januar 2023) und Chen Chien-jen (ab 31. Januar 2023) konnten sich auf eine komfortable Mehrheit im Legislativ-Yuan stützen. Die Kommunal- und Regionalwahlen zur ungefähren Halbzeit der Legislaturperiode am 26. November und 18. Dezember 2022 endeten jedoch mit Gewinnen der beiden größten Oppositionsparteien, der Kuomintang (KMT) und der Taiwanischen Volkspartei (TPP). Die Kuomintang gewann die Oberbürgermeisterwahlen in den vier Millionenstädten Taipeh, Neu-Taipeh, Taoyuan und Taichung. Die DPP war nur in Kaohsiung und Tainan erfolgreich. Die KMT stellte nach der Wahl die Mehrheit der Landräte der 13 Landkreise. Die erst 2019 gegründete TPP konnte zwei Spitzenposten erobern – den Oberbürgermeisterposten in Hsinchu und den Landratsposten in Kinmen. Infolge der Wahlniederlage trat die amtierende Präsidentin Tsai Ing-wen von ihrem Amt als DPP-Parteivorsitzende zurück und Premierminister Su Tseng-chang gab sein Amt auf.
Am 10. März gab die Zentrale Wahlkommission den 13. Januar 2024 als Wahltermin bekannt.

## Wahlmodus
Der Legislativ-Yuan wird in einer Mischung aus Mehrheits- und Verhältniswahl gewählt. 73 Abgeordnete werden in ebensovielen Ein-Personen-Wahlkreisen in relativer Mehrheitswahl gewählt. Sechs Abgeordnete werden durch die Angehörigen der indigenen Völker Taiwans nach dem Modus der nicht übertragbaren Einzelstimmgebung gewählt (drei im Flachland, drei im Bergland). 34 weitere Abgeordnete werden in einer landesweiten Wahl über Parteilisten gewählt. Bei letzterer gilt eine Fünf-Prozent-Sperrklausel.

## Politische Parteien
In Taiwan besteht seit der Demokratisierung des Landes ab dem Beginn der 1990er Jahre praktisch ein Zweiparteiensystem. Der liberal orientierten Demokratischen Fortschrittspartei (DPP) steht die konservativ-wirtschaftsliberale Kuomintang (KMT) gegenüber. Daneben gibt es noch eine Reihe kleinerer Parteien. Nach den Parteifarben werden die Verbündeten von KMT und DPP gelegentlich auch als pan-blaue und pan-grüne Parteien bezeichnet.

### Kuomintang

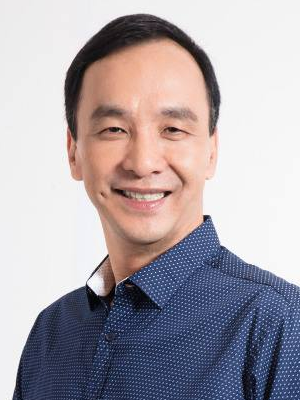
Eric Chu (2017), KMT-Vorsitzender

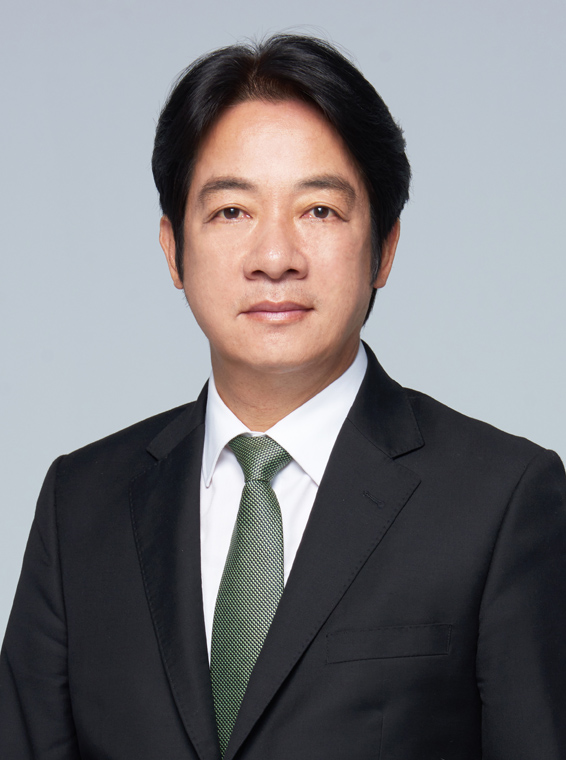
Lai Ching-te (2020), DPP-Vorsitzender

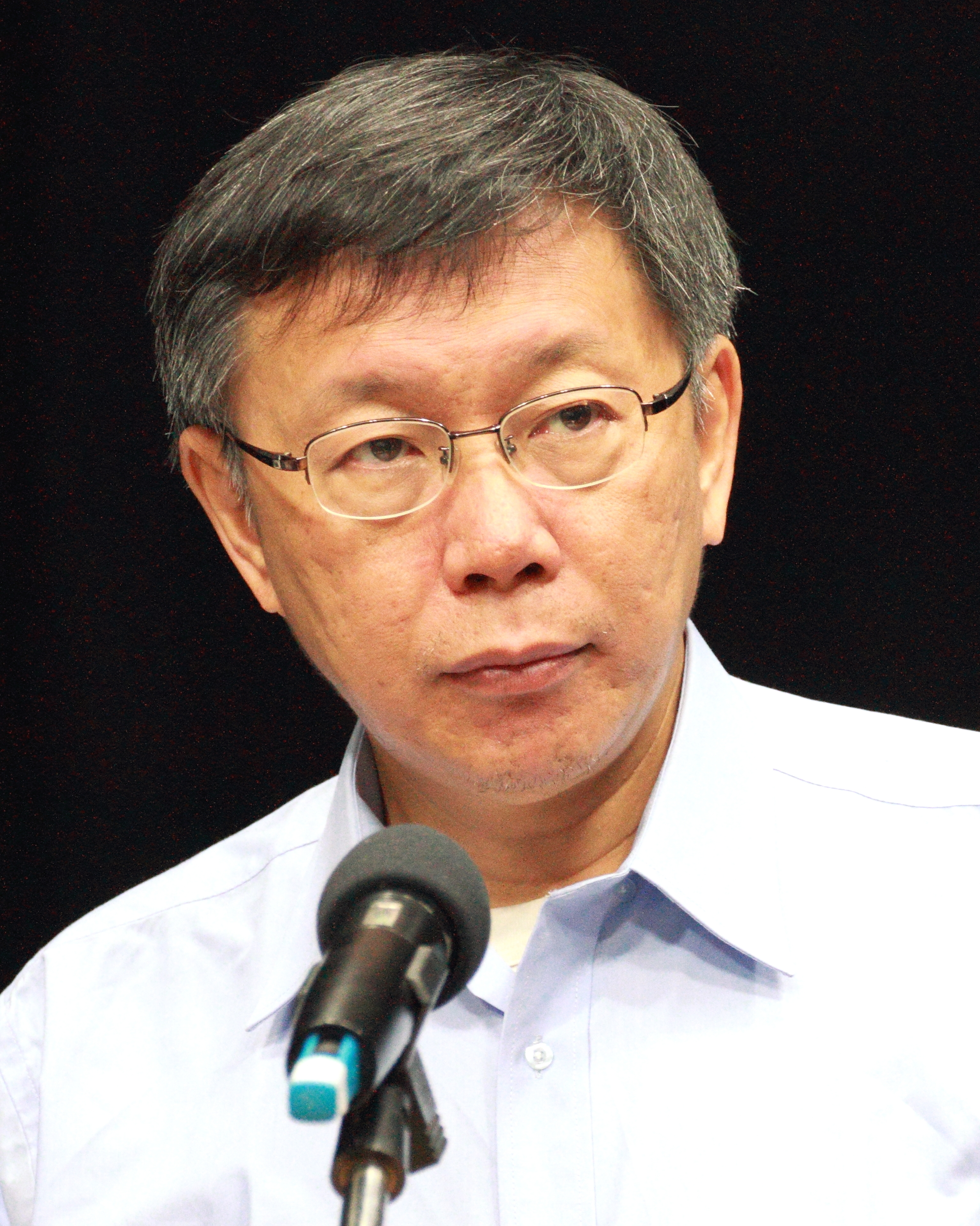
Ko Wen-je (2013), TPP-Vorsitzender

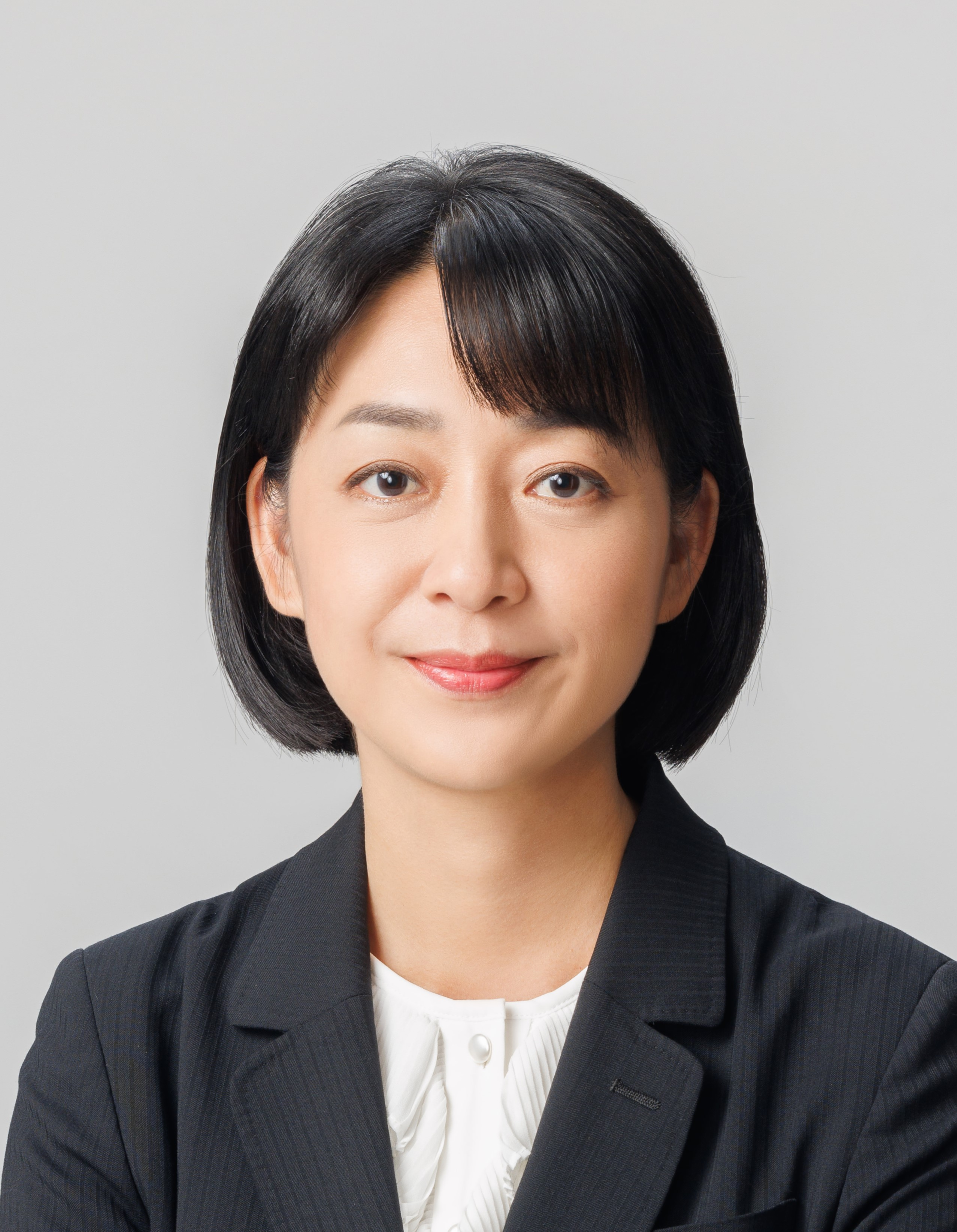
Wang Wan-yu (2019), NPP-Vorsitzende

Während der Zeit der autoritären Einparteienherrschaft der Kuomintang in Taiwan vertrat diese einen strikten Ein-China-Standpunkt mit dem Ziel einer Vereinigung mit dem Festland nach dem Sturz der dortigen kommunistischen Herrschaft. Forderungen nach einer einseitigen Unabhängigkeit Taiwans wurden als Straftat geahndet. Seit der Demokratisierung und der Etablierung eines Mehrparteiensystems ab Ende der 1980er/Anfang der 1990er Jahre wurde die Frage des staatsrechtlichen Status von Taiwan zur dominierenden Frage bei parteipolitischen Auseinandersetzungen in Taiwan. Die KMT beharrt bis heute auf der Grundidee einer unteilbaren chinesischen Nation, zu der das Gebiet der Volksrepublik China und Taiwan gehören (früher erhobene Ansprüche auf weitere Gebiete, beispielsweise der ganze Mongolei, wurden schon vor etlichen Jahren aufgegeben). Eine weitere grundlegende Säule des Parteiprogramms ist der Antikommunismus. Die Partei muss daher den Balanceakt vollbringen, einerseits die Entwicklung Taiwans zu einer eigenständigen Inselnation zu blockieren, andererseits den Pekinger Alleinvertretungsanspruch für China, der Taiwan zu einer „abtrünnigen Provinz“ der Volksrepublik China erklärt, abzuwehren. Politische Gegner der KMT machen ihr die Vergangenheit als Trägerin eines repressiven autoritären Regimes zum Vorwurf. Einige Kritiker sehen in der KMT keine „taiwanische“ Partei, sondern eine „chinesische“ Partei, die auf dem Festland entstanden sei und deren Führungskader sich lange Zeit ganz überwiegend aus gebürtigen Festlandchinesen, die vor den Kommunisten geflohen waren, rekrutierte und die eine „Fremdherrschaft“ in Taiwan ausgeübt habe. Die KMT hält dem entgegen, dass sich Taiwan unter ihrer jahrzehntelangen Führung durch eine kluge Entwicklungs- und Wirtschaftspolitik von einer armen, unterentwickelten Tropeninsel in den 1950er Jahren zu einem Hochtechnologie-Land mit einer der größten Halbleiterindustrien weltweit entwickelt hat und betont ihre wirtschaftspolitische Kompetenz. Sozialpolitisch und gesellschaftspolitisch vertritt die KMT eher konservative Standpunkte.

### Demokratische Fortschrittspartei
Die Demokratische Fortschrittspartei (DPP) entstand 1986 und hat ihre Wurzeln in der Bürgerrechtsbewegung (Dangwai) gegen die Kuomintang-Alleinherrschaft. Ein wichtiges Thema war von Anfang an die Frage der staatlichen Unabhängigkeit Taiwans. Radikalere Kräfte innerhalb der DPP forderten die einseitige Unabhängigkeitserklärung und die Umbenennung des Staates von „Republik China“ in „Taiwan“ unter Aufgabe des Ziels der Vereinigung mit dem chinesischen Festland. Bisher hat jedoch keine der DPP-geführten Regierungen, die 2000 bis 2008 und ab 2016 an der Macht waren, Schritte in diese Richtung unternommen. Ein wichtiger Grund hierfür sind neben verfassungsrechtlichen Hürden, die zu überwinden wären, außenpolitische Aspekte. Die Vereinigten Staaten als wichtigster Verbündeter Taiwans haben sich gegen eine einseitige Unabhängigkeitserklärung ausgesprochen, und die Volksrepublik China hat für einen solchen Fall militärische Maßnahmen angedroht. Radikaleren Unabhängigkeitsbefürwortern war das Lavieren der DPP in dieser Frage ein Dorn im Auge und so kam es mehrfach zu Abspaltungen von der DPP, bzw. es entstanden Parteien im Umfeld der DPP, die in dieser Frage einen radikaleren Standpunkt vertraten. Gesellschaftspolitisch möchte die DPP die Bürgerrechte stärken und vertritt liberale Standpunkte (bspw. Legalisierung der gleichgeschlechtlichen Ehe).

### Taiwanische Volkspartei
Die Taiwanische Volkspartei (TPP) wurde 2019 von Ko Wen-je gegründet, der seitdem der Parteivorsitzende ist. Die Partei erhebt den Anspruch, den traditionellen blau-grünen Gegensatz zu überwinden. Im Parteiprogramm betont die TPP die Notwendigkeit einer guten Regierung und möchte sich für eine inklusive, prosperierende taiwanische Gesellschaft einsetzen. Die Partei versuchte besonders die Interessen jüngerer Wähler zu vertreten, die von den traditionellen Parteien DPP und KMT enttäuscht waren. Die wirtschaftliche Lage vieler jüngerer Taiwaner ist angespannt, da die Einkommen häufig niedrig, die Lebenshaltungskosten, insbesondere die Wohnungsmieten, verhältnismäßig hoch sind. In Hinsicht auf das Verhältnis zur Volksrepublik China hat die Partei bisher einen nicht ganz klaren Standpunkt bezogen. Die kulturellen Gemeinsamkeiten mit der chinesischen Welt werden betont, aber eine politische Einheit mit Festlandchina aktuell für unmöglich gehalten.

### New Power Party
Die 2015 gegründete New Power Party (NPP) hat ihre Ursprünge in der sogenannten Sonnenblumen-Bewegung, einer studentischen Protestbewegung gegen die damalige KMT-Regierung unter Präsident Ma Ying-jeou. Hauptthema der Partei ist die Stärkung der Bürgerrechte. Die Partei gehört zum pan-grünen Lager.

### Grüne Partei
Die Grüne Partei Taiwans wurde 1996 gegründet, konnte aber, auch benachteiligt durch das Wahlrecht, bei bisherigen Wahlen kein Parlamentsmandat erringen. Umweltthemen gewinnen jedoch in der Politik Taiwans an Bedeutung.

### Andere Parteien
Weitere Parteien sind u. a. die konservative Qinmindang, die Taiwanische Staatsbildungspartei, die Taiwanische Solidaritätsunion, denen jedoch kaum Chancen auf Mandate eingeräumt wurden.

## Wahlkampf
Am 16. Dezember 2023 begann der offizielle Wahlkampf. Die Wahlkampfphase erstreckte sich über 28 Tage bis zum 12. Januar 2024. Kampagnenaktivitäten waren täglich zwischen 7:00 und 22:00 Uhr gestattet. Ab dem 3. Januar 2014 war die Veröffentlichung öffentlicher Meinungsumfragen im Zusammenhang mit den Wahlen verboten.
Der Parteienwahlkampf überlappte sich sehr stark mit dem personalisierten Wahlkampf der Präsidentenwahl. 

## Ausgewählte Meinungsumfragen
Unterhalb der Prozentzahlen ist die Zahl der gewonnenen landesweiten insgesamt 34 Parteilistenmandate angegeben. Eine genaue Sitzprognose war schwierig, da der Großteil der Abgeordneten in Einzelwahlkreisen in relativer Mehrheitswahl gewählt wurde, wo schon geringe Stimmenverschiebungen eine deutliche Auswirkung auf das Endergebnis haben konnten.
| Wahlumfragen      | Wahlumfragen          | Wahlumfragen | Wahlumfragen | Wahlumfragen | Wahlumfragen | Wahlumfragen | Wahlumfragen | Wahlumfragen | Wahlumfragen | Wahlumfragen | Wahlumfragen                  |
| Medienunternehmen | Zeitraum              | DPP          | KMT          | TPP          | NPP          | TSP          | TSU          | Qinmindang   | Xindang      | andere       | unentschlossen/ keine Antwort |
| ----------------- | --------------------- | ------------ | ------------ | ------------ | ------------ | ------------ | ------------ | ------------ | ------------ | ------------ | ----------------------------- |
| TVBS              | 5.–12. Dez. 2023      | 29 %         | 32 %         | 18 %         | 4 %          | k. A.        | k. A.        | k. A.        | k. A.        | 2 %          | 15 %                          |
| TVBS              | 5.–12. Dez. 2023      | 12           | 14           | 8            | 0            | k. A.        | k. A.        | k. A.        | k. A.        | 0            | k. A.                         |
| ETtoday           | 7. Dez. 2023          | 32,2 %       | 34,4 %       | 12,2 %       | 2,5 %        | 2,2 %        | k. A.        | 1,2 %        | 0,4 %        | 1 %          | 13,8 %                        |
| ETtoday           | 7. Dez. 2023          | 14           | 15           | 5            | 0            | 0            | k. A.        | 0            | 0            | 0            | k. A.                         |
| ETtoday           | 30. Nov. 2023         | 32,9 %       | 33,1 %       | 14,6 %       | 2,1 %        | 2,1 %        | k. A.        | 1,1 %        | 0,2 %        | 0,3 %        | 13,7 %                        |
| ETtoday           | 30. Nov. 2023         | 14           | 14           | 6            | 0            | 0            | k. A.        | 0            | 0            | 0            | k. A.                         |
| TVBS              | 24. bis 26. Nov. 2023 | 28 %         | 32 %         | 18 %         | 3 %          | k. A.        | k. A.        | k. A.        | k. A.        | 1 %          | 18 %                          |
| TVBS              | 24. bis 26. Nov. 2023 | 12           | 14           | 8            | 0            | k. A.        | k. A.        | k. A.        | k. A.        | 0            | k. A.                         |
| ETtoday           | 7. Nov. 2023          | 30,3 %       | 31,8 %       | 15,2 %       | 2,9 %        | 1,8 %        | k. A.        | 0,8 %        | 0,5 %        | 1,0 %        | 15,7 %                        |
| ETtoday           | 7. Nov. 2023          | 13           | 14           | 7            | 0            | 0            | k. A.        | 0            | 0            | 0            | k. A.                         |

## Ergebnisse

### Ergebnisse landesweit
34 Parlamentssitze wurden entsprechend dem proportionalen Stimmenanteil der Parteien besetzt. Dabei galt eine Fünf-Prozent-Hürde.
| Rang | Partei                                         | Stimmen   | Prozent | Sitze |
| ---- | ---------------------------------------------- | --------- | ------- | ----- |
| 1    | Demokratische Fortschrittspartei               | 4.981.060 | 36,16   | 13    |
| 2    | Kuomintang                                     | 4.764.293 | 34,58   | 13    |
| 3    | Taiwanische Volkspartei                        | 3.040.334 | 22,07   | 08    |
| 4    | New Power Party                                | 0.353.670 | 02,57   | –     |
| 5    | Partei der kleinen Leute (TOPEP)               | 0.128.613 | 00,93   | –     |
| 6    | Grüne Partei Taiwans                           | 0.117.298 | 00,85   | –     |
| 7    | Taiwanische Staatsbildungspartei               | 0.095.078 | 00,69   | –     |
| 8    | Qinmindang                                     | 0.069.817 | 00,51   | –     |
| 9    | Bilinguale Partei                              | 0.044.852 | 00,33   | –     |
| 10   | Taiwanische Solidaritätsunion                  | 0.043.372 | 00,31   | –     |
| 11   | Xindang                                        | 0.040.429 | 00,29   | –     |
| 12   | Justizreformpartei                             | 0.037.755 | 00,27   | –     |
| 13   | Institution für die Bewahrung des Weltfriedens | 0.019.691 | 00,14   | –     |
| 14   | Vereinigungspartei                             | 0.018.425 | 00,13   | –     |
| 15   | Volkseinheitspartei                            | 0.011.746 | 00,09   | –     |
| 16   | Taiwan-Erneuerungspartei                       | 0.010.303 | 00,07   | –     |

### Ergebnisse in den Wahlkreisen

Wahlkreisgewinner

In den 73 Wahlkreisen wurde je ein Abgeordneter gewählt.
| Partei | Partei                           | Gewonnene Wahlkreise | in Prozent aller Wahlkreise |
| ------ | -------------------------------- | -------------------- | --------------------------- |
|        | Demokratische Fortschrittspartei | 36                   | 049,3                       |
|        | Kuomintang                       | 36                   | 049,3                       |
|        | Parteiunabhängige                | 01                   | 01,4                        |
| Gesamt | Gesamt                           | 73                   | 100,0                       |

### Durch die taiwanischen Ureinwohner gewählte Abgeordnete
Die taiwanischen Ureinwohner wählten insgesamt 6 Abgeordnete.
| Partei | Partei                           | Ureinwohner  | Ureinwohner |
| Partei | Partei                           | im Flachland | im Bergland |
| ------ | -------------------------------- | ------------ | ----------- |
|        | Kuomintang                       | 2            | 1           |
|        | Demokratische Fortschrittspartei | 1            | 1           |
|        | Parteiunabhängige                | –            | 1           |
| Gesamt | Gesamt                           | 3            | 3           |

## Zusammensetzung des neu gewählten Legislativ-Yuans

Zusammensetzung des neuen Legislativ-Yuans:
Kuomintang (52)
DPP (51)
Taiwanische Volkspartei (8)
Parteiunabhängige (2)

| Parteiname | Parteiname                       | Kürzel | Sitze | Sitze in % |
| ---------- | -------------------------------- | ------ | ----- | ---------- |
|            | Kuomintang                       | KMT    | 052   | 046,02     |
|            | Demokratische Fortschrittspartei | DPP    | 051   | 045,13     |
|            | Taiwanische Volkspartei          | TPP    | 008   | 007,08     |
|            | Parteiunabhängige                | –      | 002   | 001,77     |
| Gesamt     | Gesamt                           | Gesamt | 113   | 100,00     |